# Boris Herrmann
Boris Herrmann, né en 1981 à Oldenbourg (Allemagne) , est un navigateur et skipper professionnel allemand. Il est vainqueur en 2008, en duo avec Felix Oehme (en), de la Global Ocean Race, tour du monde en Class40, avec escales. Il évolue depuis 2017 sur le circuit Imoca. Il termine 5e du Vendée Globe 2020-2021.

## Biographie

### Jeunesse et formation
Il naît le 28 mai 1981 à Oldenbourg, en Allemagne. Il s'initie à la régate en 420 et en 470. À 17 ans, il lit Close to the Wind de Pete Goss, qui a sauvé Raphaël Dinelli dans le Vendée Globe 1996-1997. Herrmann en garde un goût tenace de Vendée Globe.
En 2001, il court en classe Mini. Associé à Mathias Belken, il termine 11e de la Mini-Fastnet, en Série. Associé à Michael J. Zerr, il termine 4e de la Transgascogne, en Série. Au départ de la Mini Transat, il est le plus jeune des concurrents, et le seul Allemand. Il termine 11e en Série.
Il reprend ses études d'économie. Durant ces six années, il court en dériveur. Il s'illustre notamment en 505 : il est vainqueur de l'EuroCup 2005, 2e du championnat d'Europe 2006, 7e du Mondial la même année, 9e du Mondial 2007. Il envisage alors de passer professionnel. Il aborde la Class40.
En 2008, il termine 2e des Class40 dans la Transat anglaise. La même année, il est 7e, en Class40, de la Transat Québec-Saint-Malo. Toujours en 2008, sur Beluga Racer, il prend le départ, associé à Felix Oehme (en), de la Portimão Global Ocean Race, tour du monde en Class40, avec escales. C'est la première fois que des Class40 courent dans les mers du sud,. Herrmann et Oehme remportent l'épreuve.

### Projets inaboutis de Vendée Globe

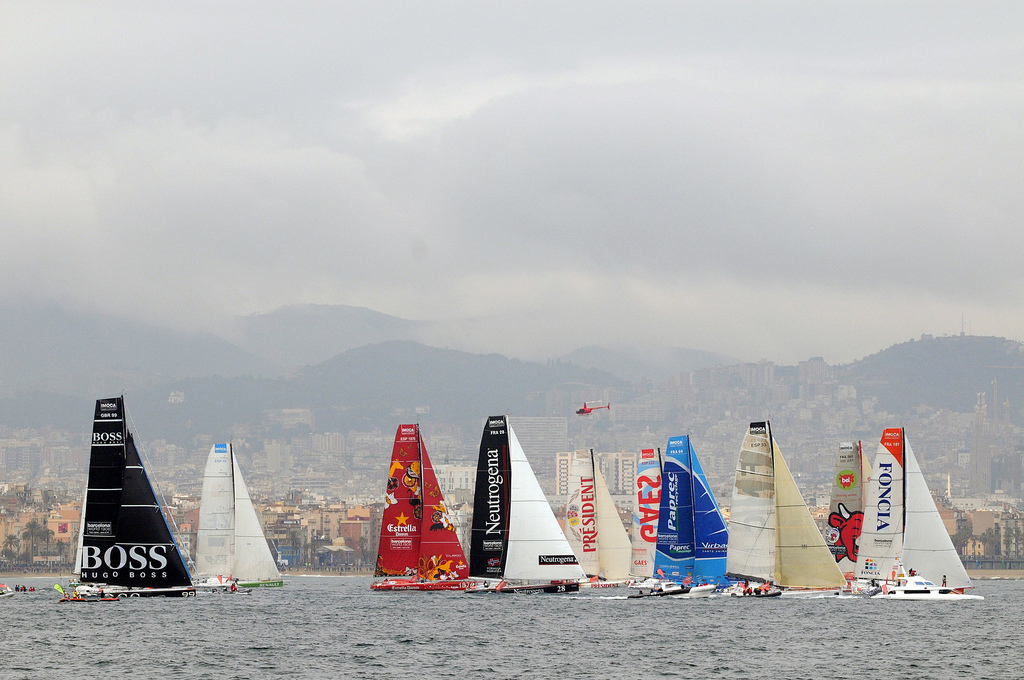
Neutrogena, au centre, au départ de la Barcelona World Race 2010-2011.

En 2010, Herrmann souhaite participer au Vendée Globe 2012-2013. Son sponsor de Class40 est prêt à le soutenir sur un projet de cinq ans, avec un Imoca neuf. Mais ce partenaire dépose son bilan. Herrmann se tourne vers la classe Figaro. Il ne trouve pas de financement. On lui offre finalement l'opportunité d'un projet existant : prendre le départ de la Barcelona World Race 2010-2011 sur Neutrogena, l'ex-Sill 2 de Roland Jourdain. C'est un Imoca assez ancien, un plan Lombard de 2004. Mais Herrmann peut le préparer avec Jourdain, et effectuer 12 000 milles d'entraînement. En duo avec l'Américain Ryan Breymaier, Herrmann termine 5e de la course.
En 2012-2013, il est navigateur à bord du VOR70 Maserati de Giovanni Soldini, qui établit un nouveau record New York-San Francisco par le cap Horn. En 2013-2014, il gagne la Cape-to-Rio (en) à bord du même bateau. Il y fait la connaissance d'un nouvel équipier, Pierre Casiraghi. Au début de l'année 2015, Herrmann lance un projet de participation au Vendée Globe 2016-2017. Mais il ne souhaite pas partir « uniquement pour l'aventure » sur un Imoca trop ancien. Ne trouvant pas un bateau compétitif, il préfère attendre l'édition 2020-2021. Le 22 novembre 2015, il est à bord de l'Idec Sport de Francis Joyon, qui s'élance pour tenter de remporter le Trophée Jules-Verne. Le bateau ne réalise que le troisième meilleur temps.

### Malizia II-Yacht Club de Monaco
Herrmann navigue sur le GC32 Malizia avec Pierre Casiraghi, devenu vice-président du Yacht Club de Monaco. En 2016, Casiraghi fonde le Team Malizia. Cette structure doit permettre à Herrmann de concrétiser son projet de Vendée Globe 2020, mais aussi de participation à The Ocean Race. Reste à trouver un financement. Herrmann et Casiraghi réussissent à convaincre un promoteur immobilier de Stuttgart, Gerhard Senft. Celui-ci achète en 2017 un Imoca mis à l'eau en 2015, le Gitana 16 de Sébastien Josse. Il le loue au Team Malizia. Gitana 16 devient Malizia II. Il a pour sponsor principal le Yacht Club de Monaco.
Début août 2017, sur Malizia II, Herrmann dispute avec Casiraghi la Fastnet Race. Ils terminent 3es des Imoca. Fin août, Herrmann termine 2e en temps réel de la Palermo-Montecarlo (it), course en équipage. En novembre, il dispute avec Thomas Ruyant la Transat Jacques-Vabre. Ils terminent 4es. Dans la Route du Rhum 2018, Herrmann termine 5e du classement Imoca.
Début août 2019, dans la Fastnet Race, associé à Will Harris, il termine 7e des Imoca. Quelques jours plus tard, avec Casiraghi comme équipier, il embarque sur Malizia II la jeune écologiste suédoise Greta Thunberg, pour lui permettre de se rendre à New York sans emprunter l'avion. En octobre et novembre, il dispute avec Will Harris la Transat Jacques-Vabre. Il prend une option à risque, celle de la route ouest. Le choix n'est pas payant : la bascule de vent attendue n'est pas au rendez-vous. Malizia II termine 12e.

### Seaexplorer-Yacht club de Monaco
En juillet 2020, dans la Vendée-Arctique-Les Sables-d'Olonne, Herrmann réalise un bon début de course, réussissant à recoller au trio de bateaux de nouvelle génération qui sont en tête (Charal de Jérémie Beyou, Apivia de Charlie Dalin et Linked Out de Thomas Ruyant). Au 8e jour de course, au matin du 11 juillet, il est 2e, lorsqu'il casse son hook (chariot de têtière) de grand-voile. Il perd du temps à essayer vainement de réparer. Il poursuit la course avec deux ris, et termine 7e.

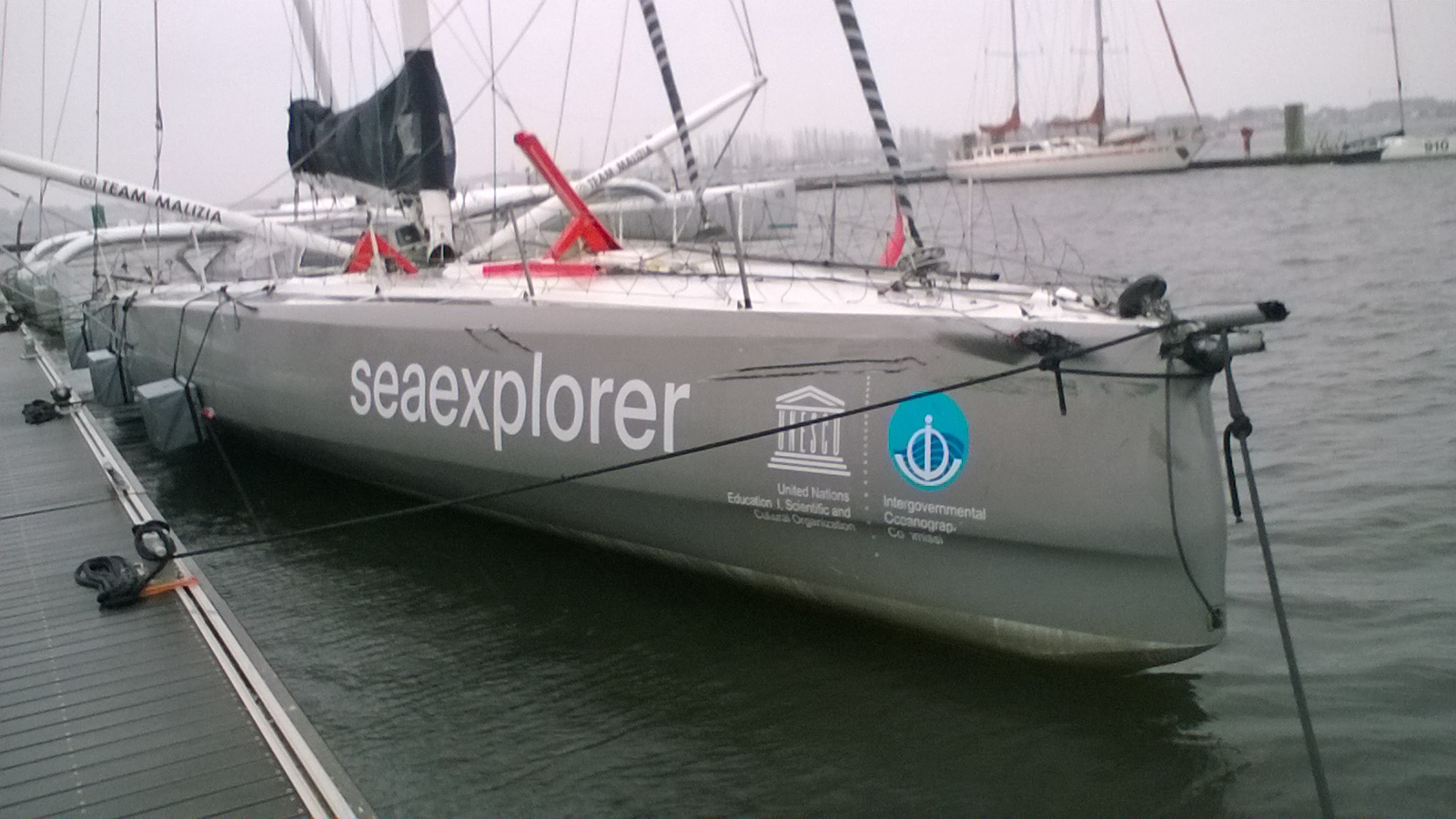
Seaexplorer à Lorient, après le Vendée Globe 2020-2021. On voit les dégâts occasionnés par son abordage d'un palangrier.

Le 8 novembre 2020, il est le premier Allemand (avec la Franco-Allemande Isabelle Joschke) à prendre le départ d'un Vendée Globe. Les 30 novembre et 1er décembre, il participe aux recherches du concurrent naufragé Kevin Escoffier, ce qui lui vaut du jury une réparation de six heures. Le 16 janvier 2021, en 11 jours, 18 heures et 22 minutes, il établit un nouveau temps de référence sur la distance Horn-équateur, effaçant celui établi par Jean-Pierre Dick lors de la précédente édition (13 jours, 3 heures et 59 minutes). Il franchit l'équateur en 3e position. Il est virtuellement 1er, en tenant compte des heures de réparation.
Le 27 janvier, à 20 h 50, à 90 milles de l’arrivée, il est 3e sur le fond, et toujours en position de gagner le Vendée Globe, par le jeu des heures de réparation,. Il aborde un palangrier d'Ondarroa. Seaexplorer est endommagé : bout-dehors, balcon avant et foil tribord cassés, voiles déchirées. Herrmann termine la course à vitesse réduite. Il franchit la ligne d'arrivée en 4e position le 28 janvier, à 11 h 19 min 45 s. Après déduction de son temps compensatoire (6 heures), il est classé 5e parce que Jean Le Cam, avec 16 heures 15 minutes de réparation, gagne la 4e position.

### Malizia III-Seaexplorer

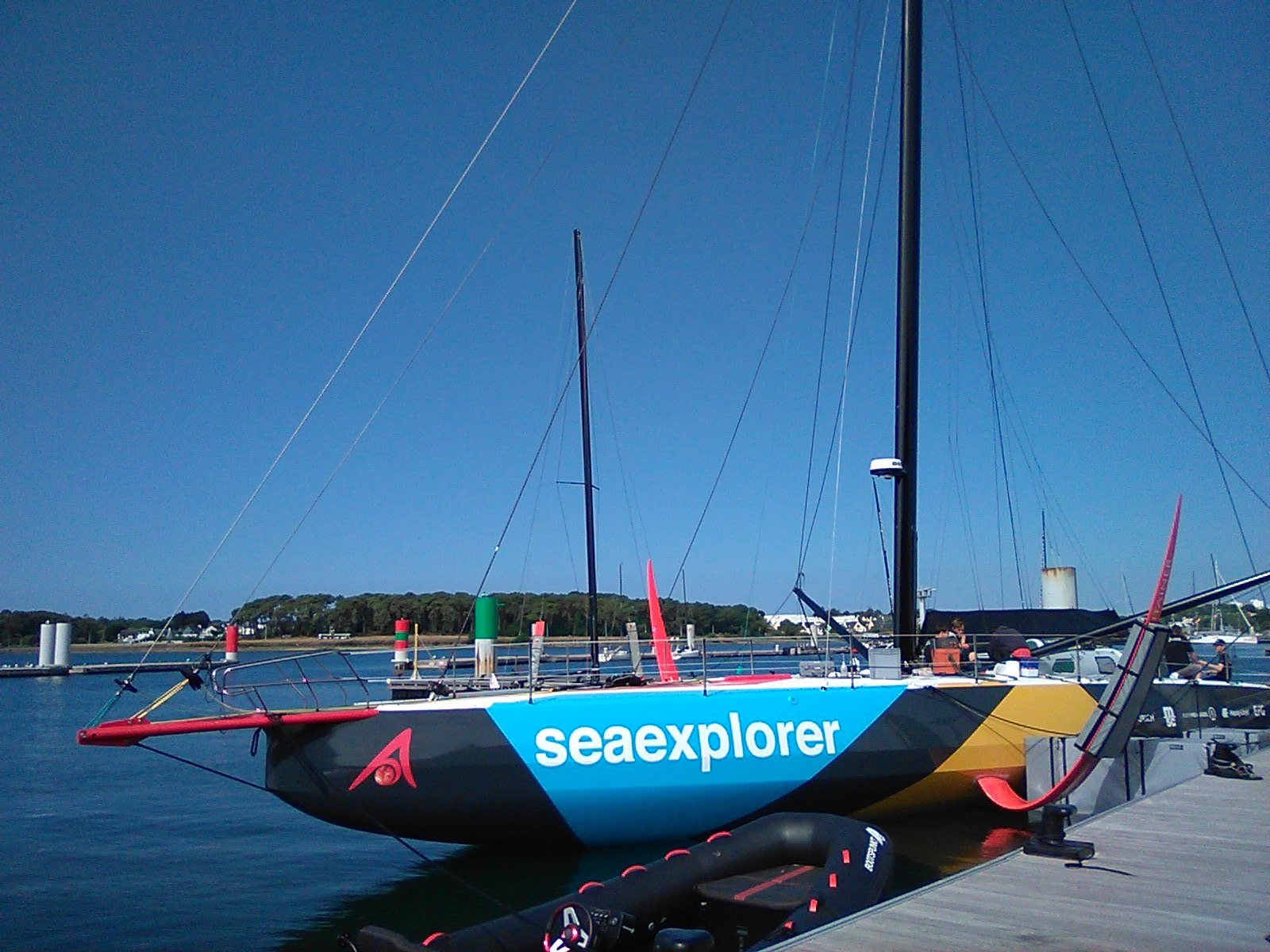
Malizia III à Lorient, son port d'attache, en juillet 2022.

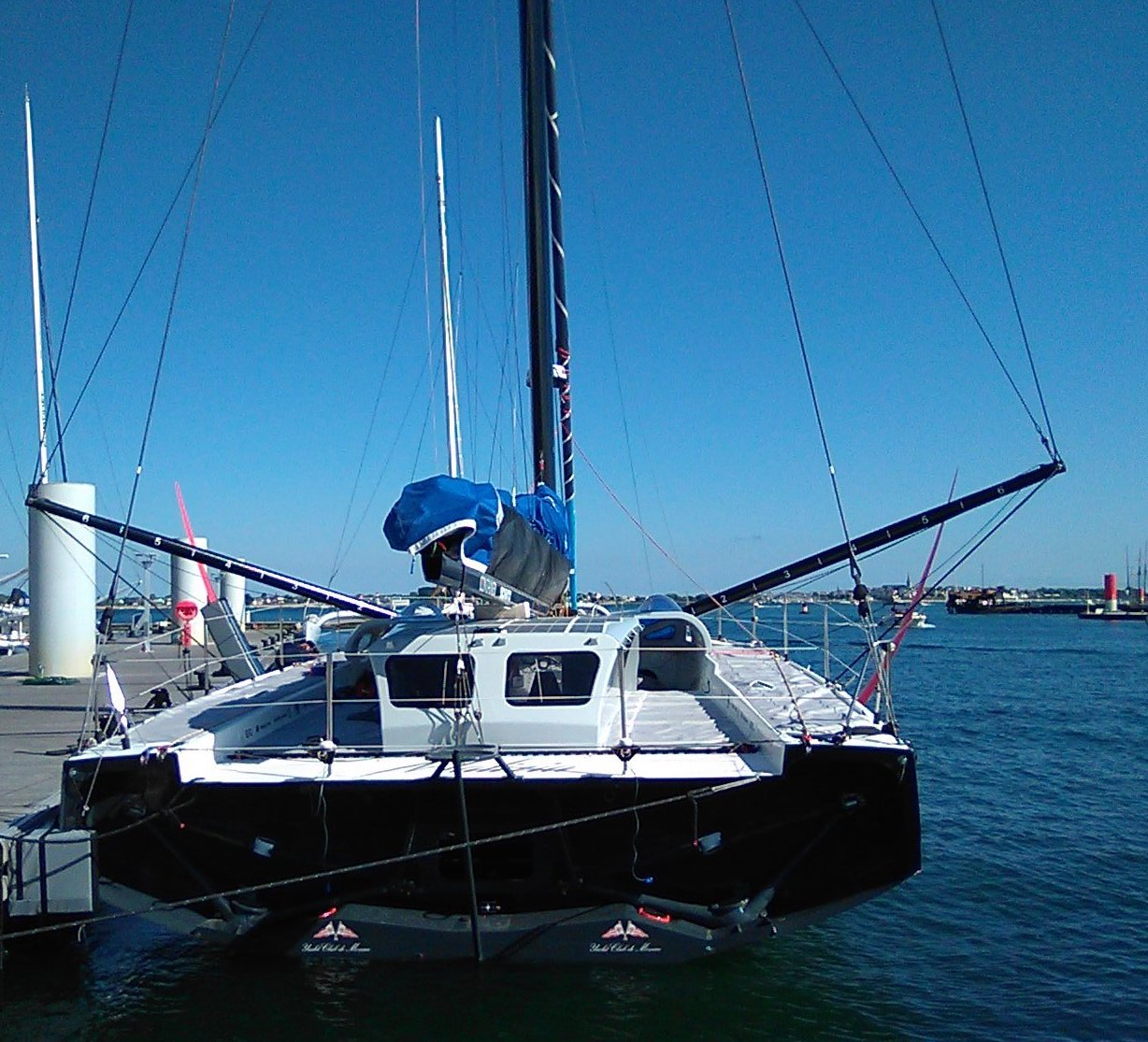
Haut franc-bord et rouf volumineux sont là pour aider à passer les tests de retournement. Comme sur Hublot, les winchs sont près du mât, et la cellule de vie est à l'arrière.

Le 19 juillet 2022, le Team Malizia met à l'eau à Lorient pour Herrmann un nouvel Imoca, Malizia III, Malizia-Seaexplorer de son nom de course. Lors de la 5è étape de The Ocean Race 2023, entre Newport (États-Unis) et AArhus (DK), il bat le record de distance en 24h en parcourant 640,91 milles nautiques à la vitesse moyenne de 26,71 nœuds soit 49,47 km/h...

## Palmarès
- 2001 : 
  - 11e, en Série, de la Mini-Fastnet, avec Mathias Belken, sur Lop lop[4].
  - 4e, en Série, de la Transgascogne, avec Michael J. Zerr, sur Lop lop[5].
  - 11e, en Série, de la Mini Transat, sur Global Crossing[6].
- 2005. Vainqueur de l'EuroCup 505[7].
- 2006 :
  - 2e du championnat d'Europe 505[7].
  - 7e du Mondial 505[7].
- 2007. 9e du Mondial 505[7].
- 2008 : 
  - 2e, en Class40, de la Transat anglaise[2], sur Beluga Racer, en 17 j 12 h 9 min 47 s.
  - 7e, en Class40, de la Transat Québec-Saint-Malo, sur Beluga Racer, en 16 j 12 h 10 min 10 s[8].
- 2008-2009. Vainqueur, avec Felix Oehme (en), sur Beluga Racer, de la Portimão Global Ocean Race, tour du monde sans escales, en Class40[10].
- 2010-2011. 5e de la  Barcelona World Race, avec Ryan Breymaier, sur Neutrogena[2].
- 2012-2013. Record de New York-San Francisco via le cap Horn, sur le VOR70 Maserati de Giovanni Soldini, en 47 j 42 min 29 s[11].
- 2013-2014. Vainqueur de la Cape-to-Rio (en) sur le Maserati de Soldini[12].
- 2015-2016. Troisième meilleur temps dans le Trophée Jules-Verne, à bord de l'Idec Sport de Francis Joyon : 47 j 14 h 47 min 38 s[14].

### SurMalizia II
- 2017 :
  - 3e de la catégorie Imoca dans la Fastnet Race, en duo avec Pierre Casiraghi[18].
  - 2e en temps réel[19] de la Palermo-Montecarlo (it), course avec équipage.
  - 4e, en Imoca, de la Transat Jacques Vabre, en duo avec Thomas Ruyant, en 14 j 21 h 31 min 53 s[20].
- 2018 :
  - 7e de la Monaco Globe Series (course Imoca en double[37]), avec Pierre Casiraghi[38].
  - 5e, en Imoca, dans la Route du Rhum[21].
- 2019 :
  - 8e, en Imoca, dans la Fastnet Race, en double avec Will Harris[22].
  - 12e, en Imoca, de la Transat Jacques-Vabre, avec Will Harris[24].
- 2020 : 7e de la Vendée-Arctique-Les Sables-d'Olonne[27].
- 2021 :
  - Record de la distance cap Horn-équateur sur un Vendée Globe, en 11 j 18 h 22 min[29],[28].
  - 5e sur 33 du Vendée Globe en 80 j 14 h 59 min 45 s[34], soit 11 h 14 min 59 s après le premier[28].
  - champion du monde IMOCA Ocean Masters 2018-2021

### SurMalizia III-Seaexplorer
- 2024 :
  - 2e sur 33 de The Transat
  - 2e de New York- Vendée

- 2025 : 
  - 12e sur 40 du Vendée Globe en 80 jours 10 h 16 min 41 s[39]

## Publications
Nonstop: Süchtig nach Segeln / Driven by the Sea, Bielefeld (Allemagne), Klasing, 2018. Éd. bilingue allemand-anglais.